# Osiedle Zawiszów (Świdnica)
Osiedle Zawiszów – osiedle mieszkaniowe położone w północnej części Świdnicy, 
Osiedle Zawiszów znajduje się przy drodze do Żarowa, oraz po północnej stronie obwodnicy miejskiej. To jedno z najmłodszych osiedli miasta. Na jego terenie istnieje głównie nowoczesna zabudowa wielorodzinna. Istnieje też tutaj Parafia Ducha Świętego w Świdnicy, Cerkiew św. Mikołaja Cudotwórcy w Świdnicy, Hala Sportowa przy Szkole Podstawowej nr 1, Ciepłownia Zawiszów, oraz liczne ogródki działkowe. Na Zawiszowie powstały także fabryki zagranicznych koncernów, m.in. Electrolux (kuchenki wolnostojące i pod zabudowę) i Colgate-Palmolive (kosmetyki). Osiedle skomunikowane jest z miastem liniami świdnickiego MPK linii 6, 7, 50, 51, 52 i 53.

Na wschód od Osiedla Zawiszów przepływa struga Wapienniczka, która płynie wzdłuż ulic ks. Dionizego Barana i na wysokości ulicy Komunalnej wpada do Młynówki. 

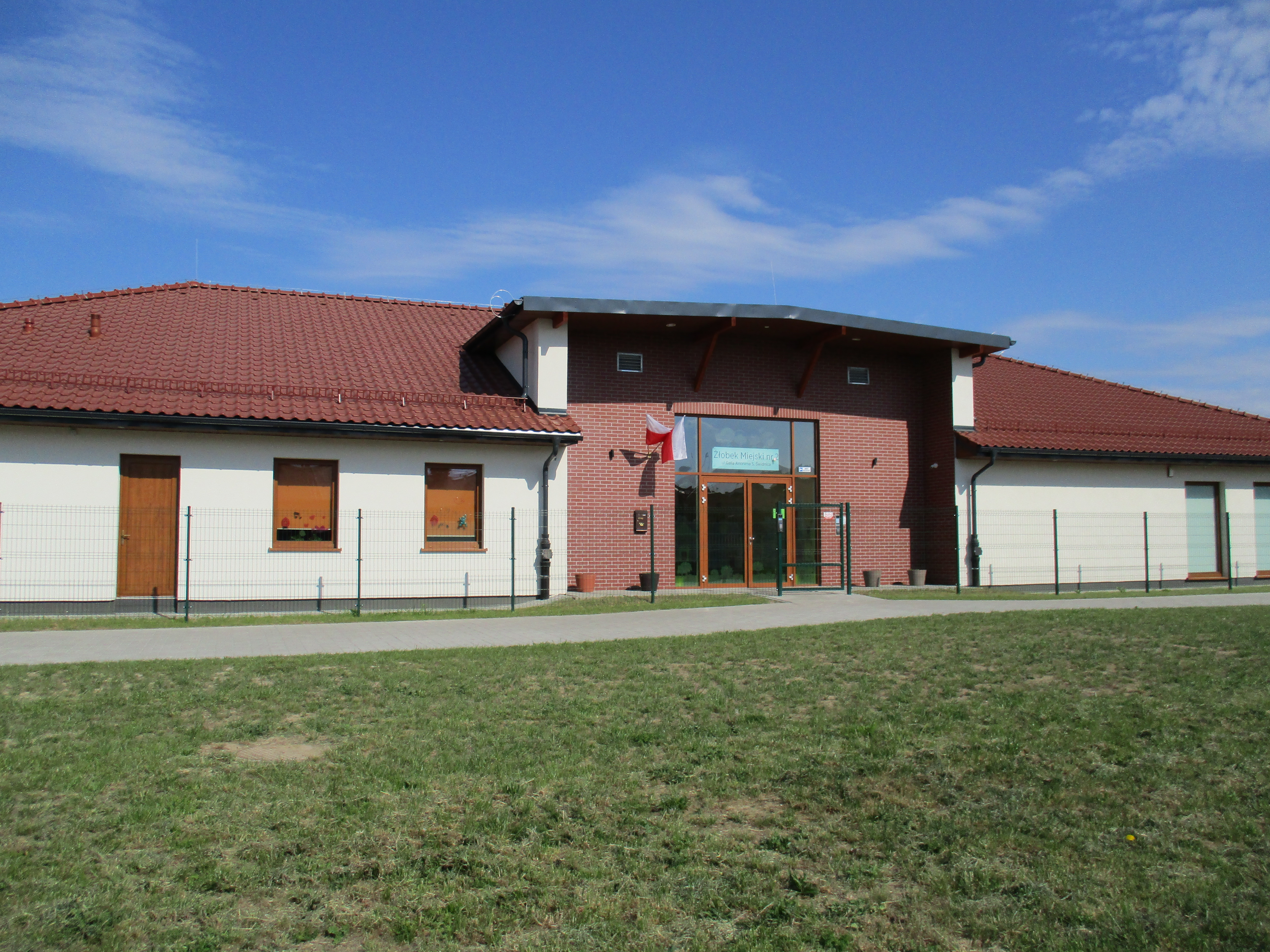
Żłobek Miejski nr 2
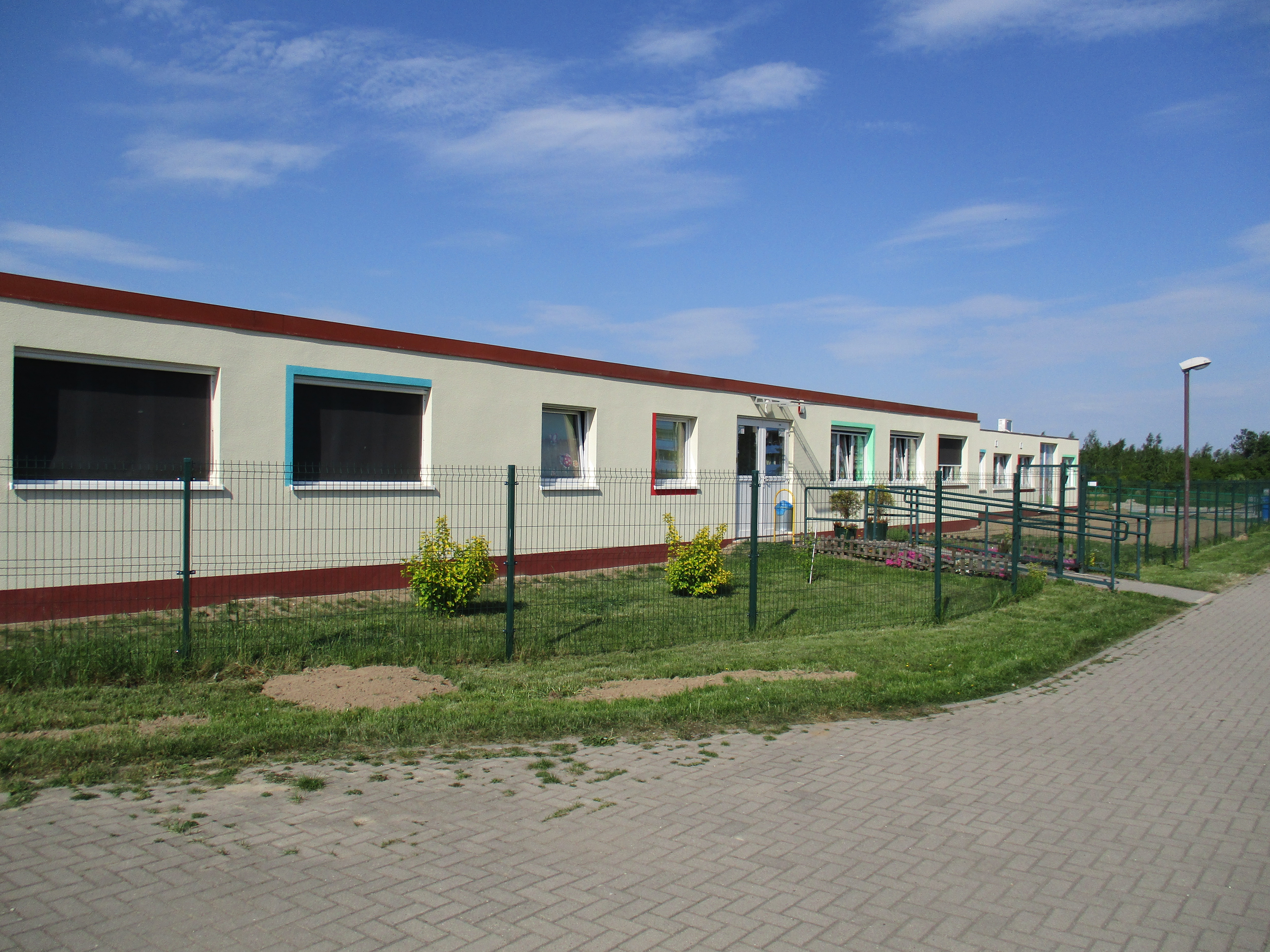
Niepubliczne Przedszkole "Frajda"
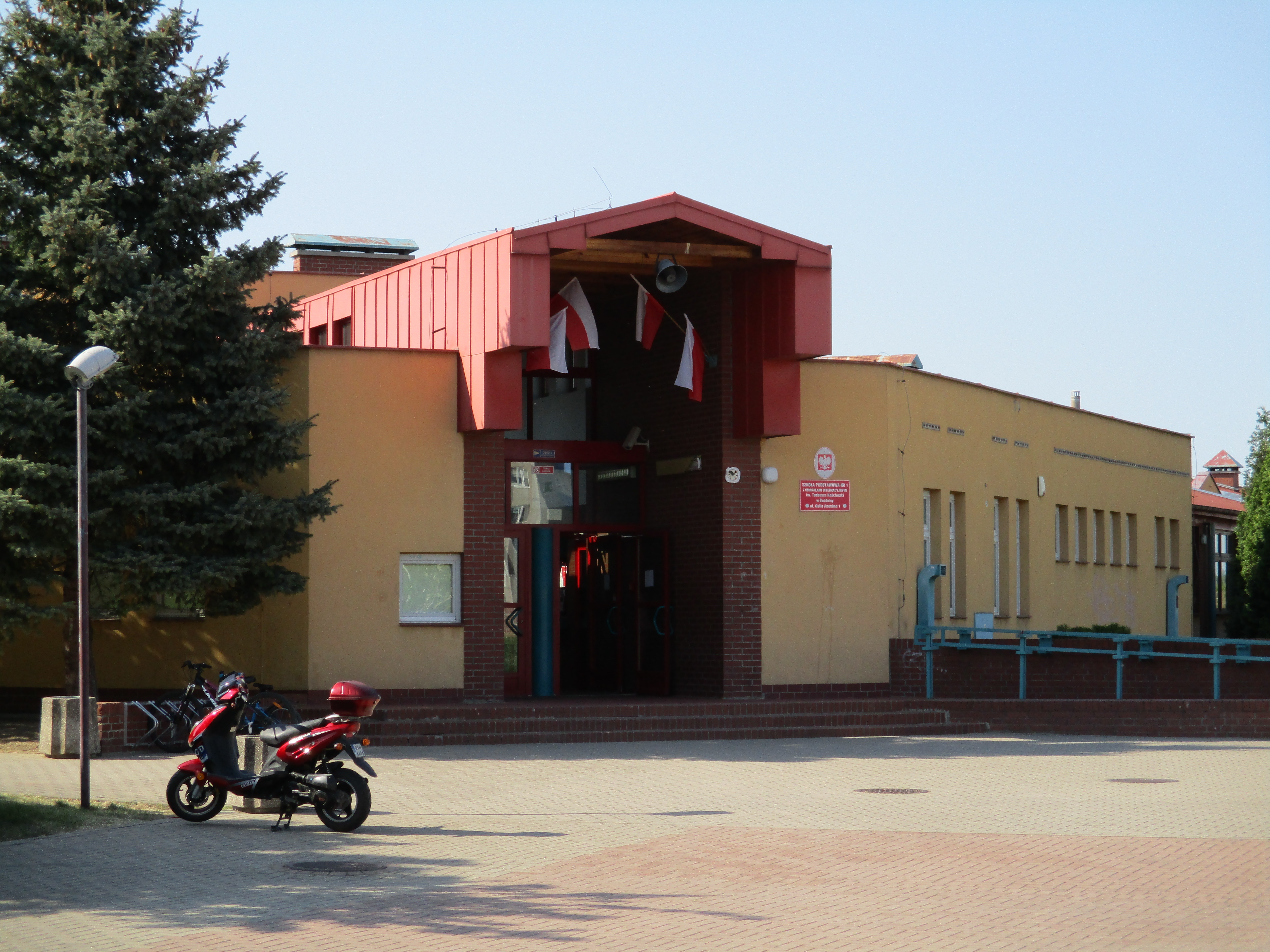
Szkoła Podstawowa nr 1 z Oddziałami Integracyjnymi im. Tadeusza Kościuszki
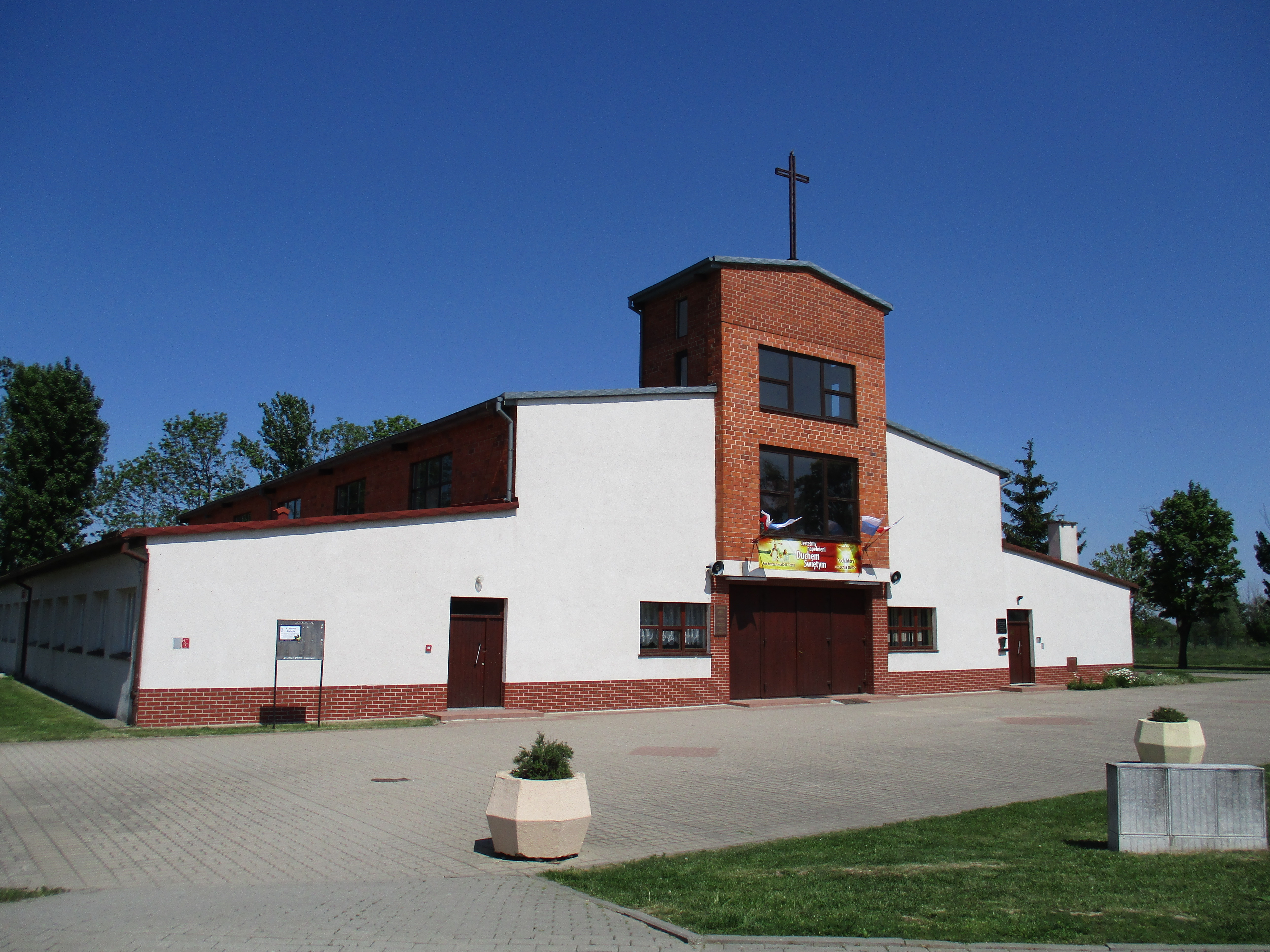
Kościół pw. Ducha Świętego